# 214081 Balavoine
214081 Balavoine este o planetă minoră (asteroid) din centura de asteroizi. A fost descoperită pe 17 aprilie 2004 la Nogales de Michel Ory⁠(d). 
Obiectul prezintă o orbită caracterizată de o semiaxă mare de 2,9797882860954 UAi, o excentricitate de 0,12, o înclinație de 8,7 ° în raport cu ecliptica.